# Conus lemuriensis
Conus lemuriensis é uma espécie de gastrópode do gênero Conus, pertencente a família Conidae.